# Hit & Miss
Hit & Miss (2012) – sześcioodcinkowy brytyjski serial sensacyjny stworzony przez Paula Abbotta. Wyprodukowany przez AbbottVision i Red Production Company.
Światowa premiera serialu miała miejsce 22 maja 2012 roku na antenie Sky Atlantic i był emitowany do 26 czerwca 2012 roku. W Polsce premiera serialu odbyła się 6 marca 2013 roku na kanale FilmBox Extra.

## Opis fabuły
Serial opowiada o Mii (Chloë Sevigny), płatnej zabójczyni, która skrywa pewną tajemnicę. Jest transseksualistką. Życie Mii odmienia list od byłej partnerki, która oznajmia, że umiera na nowotwór. Dowiaduje się również, że 11 lat temu spłodziła syna Ryana. Kobieta postanawia zostać opiekunką nowej rodziny.

## Obsada
- Chloë Sevigny jako Mia
- Peter Wight jako Eddie
- Jonas Armstrong jako Ben
- Vincent Regan jako John
- Ben Crompton jako Liam
- Karla Crome jako Riley
- Reece Noi jako Levi
- Jorden Bennie jako Ryan
- Roma Christensen jako Leonie

## Spis odcinków
| Światowa premiera | Polska premiera | N/o | Angielski tytuł |
| ----------------- | --------------- | --- | --------------- |
|                   |                 |     |                 |
| SERIA PIERWSZA    |                 |     |                 |
|                   |                 |     |                 |
| 22.05.2012        | 06.03.2013      | 01  | Episode One     |
|                   |                 |     |                 |
| 29.05.2012        | 13.03.2013      | 02  | Episode Two     |
|                   |                 |     |                 |
| 05.06.2012        | 20.03.2013      | 03  | Episode Three   |
|                   |                 |     |                 |
| 12.06.2012        | 27.03.2013      | 04  | Episode Four    |
|                   |                 |     |                 |
| 19.06.2012        | 03.04.2013      | 05  | Episode Five    |
|                   |                 |     |                 |
| 26.06.2012        | 10.04.2013      | 06  | Episode Six     |
|                   |                 |     |                 |